# Posoqueria bahiensis
Posoqueria bahiensis là một loài thực vật có hoa trong họ Thiến thảo. Loài này được Macias & L.S.Kinosh. mô tả khoa học đầu tiên năm 2003.